# 그린리소스
주식회사 그린리소스(영어: Green Resource)는 반도체에 적용되는 초고밀도 특수코팅 사업을 하는 기업으로, 본사는 인천광역시 서구에 있다.

## 역사 및 현황
2011년 4월 6일에 설립되어, 2023년 11월 24일에 코스닥 시장에 상장하였다.
2024년에는 세라믹 정밀부품 기업인 CEK의 지분 70%를 63억 원에 인수하였다.